# Nagroda im. Jerzmanowskich
Nagroda Polskiej Akademii Umiejętności im. Erazma i Anny Jerzmanowskich pod patronatem Województwa Małopolskiego – polska nagroda przyznawana za działalność artystyczną, naukową lub społeczną.

## Historia
Nagroda była przyznawana w latach 1915–1938 na podstawie testamentu Erazma Jerzmanowskiego, który nakazał utworzyć po śmierci swojej i jego żony Fundację Nagród im. śp. Erazma i Anny małżonków Jerzmanowskich. Majątek fundacji był szacowany na ponad milion koron, co równało się wartości 365 kg złota. Działalnością fundacji miała kierować krakowska Akademia Umiejętności. Fundacja przyznawać miała nagrody katolikom narodowości polskiej, najlepiej urodzonym w granicach przedrozbiorowej Polski, którzy przez swoją działalność artystyczną, naukową lub społeczną przynieśli pożytek krajowi.
W początkowych latach i w okresie przedwojennym nagroda była nazywana przez prasę polską nagrodą Nobla. Stanowiła równowartość 12 kg złota. Po przyznaniu nagrody w 1928 roku, wskutek kryzysu finansowego i wyczerpania środków finansowych fundacji, na pewien czas zaprzestano jej wręczania. Kolejną nagrodę przyznano ze środków własnych Akademii w 1931 roku i odtąd postanowiono przyznawać ją co trzy lata.
Przyznawanie nagrody wznowiono w 2009 roku; jej wartość to 100 000 PLN ze środków samorządu województwa małopolskiego. Od 2022 roku partnerem nagrody jest Miasto Kraków. 

## Laureaci

### Lata 1915–1938
- Adam Stefan Sapieha (1915)[5]
- Henryk Sienkiewicz (1916)[3]
- Antoni Osuchowski (1917)[3]
- Napoleon Cybulski (1918)[3]
- Ignacy Jan Paderewski (1919)[3]
- Oswald Balzer (1920)[3]
- Emil Godlewski (1921)[3]
- Józef Tretiak (1922)[3]
- Benedykt Dybowski (1923)[3]
- Stanisław Smolka (1924)[3]
- Tadeusz Browicz (1925)[3]
- Jan Kasprowicz (1926)[3]
- s. Samuela (1927)[3]
- Stanisław Zaremba (1928)[3]
- Władysław Abraham (1931)[3]
- Wacław Bliziński (1935)[3]
- Aleksander Brückner (1938)[3]

### Od 2009
- Janina Ochojska-Okońska (2009)[1]
- Jerzy Nowosielski (2010)[1]
- Maciej Władysław Grabski (2011)[1]
- Adam Bielański (2012)[1]
- Andrzej Zoll (2013)[1]
- Jerzy Owsiak (2014)[2]
- Jerzy Limon (2015)[7]
- Adam Boniecki (2016)[8]
- Krzysztof Penderecki (2017)[1]
- Anna Dymna (2018)[9]
- Adolf Juzwenko (2019)[10]
- siostra Małgorzata Chmielewska (2020)[11]
- ksiądz Michał Heller (2022)[11]
- Ryszard Krynicki (2023)[11]
- Hanna Machińska  (2024)[11]
- Henryk Skarżyński (2025)[12]